# Alfa Romeo en Top Race
La participación de la marca italiana Alfa Romeo en la categoría Top Race es una de las más reconocidas en la historia de la mencionada categoría. Presente desde sus inicios, tuvo una participación más acentuada a partir de la reformulación de la categoría, con la creación de la divisional Top Race V6.
A lo largo de la historia del automovilismo argentino y sudamericano, Alfa Romeo tuvo participaciones en categorías como el Turismo Nacional o el Campeonato Sudamericano de Superturismos, en el cual el coche representativo fue el Alfa Romeo 155.
Dentro de la primitiva Top Race, la representatividad de Alfa Romeo estuvo marcada por diferentes modelos; desde la primera temporada de la categoría se desarrolló en los talleres de Hernán Lepiane el Alfa Romeo 155, que fue conducido por Fernando Iglesias y, al mismo tiempo, el Alfa Romeo 164 que fue piloteado, entre otros, por Carlos Esteban Saiz. El primero solo logró triunfar en la segunda carrera de la tercera fecha de la temporada 1998, disputada en el Autódromo de Balcarce, mientras que el modelo 164 no consiguió resultados relevantes.
En las temporadas posteriores tuvo algunas participaciones la coupé GTV, que venía de cumplir buenas actuaciones en el Turismo Internacional de la mano del piloto Julio César González (hijo del ex Fórmula 1 Froilán González), aunque en Top Race nunca estuvo en los primeros puestos.
Para la temporada 2002, se incorpora la escudería Quadrifoglio Sport, poniendo en pista el Alfa Romeo 155 que tuviera participación en el Campeonato Sudamericano de Superturismos entre 1997 y 2001. Sin embargo, no tuvo resultados relevantes pese a contar con pilotos de renombre como Cocho López, Juan Manuel López, Aníbal Zaniratto y Mariano Altuna.
Para 2004 se incorporan los Alfa Romeo 146 que venían de competir en TC 2000 entre 2001 y 2003. Néstor Gurini obtiene un segundo puesto en Paraná con este modelo.

## Top Race V6
Tras darse por aprobado el proyecto de reformulación de la categoría para la temporada 2005, Alfa Romeo tuvo una participación mayor dentro de la nueva divisional TRV6, siendo presentado como modelo representativo el Alfa Romeo 156. La nueva temática de la categoría de presentar automóviles siluetas que imitaban el diseño de modelos de producción, permitió una participación amplia de la marca italiana en esta categoría. En consecuencia, estos vehículos recibieron como nombre en código la nomenclatura Alfa TRV6, siendo esta una combinación entre la marca del coche y el nombre de la categoría, dando también connotación al impulsor que equipaban a esos autos (un TRV6 by Berta de 3.0 litros y 6 cilindros en V). Otra consecuencia de esta temática, se daría en el año 2007 con la creación de la divisional top Race Junior, donde el Alfa 156 fue tomado como una de las tres opciones disponibles de carrozado, siendo denominado en esta ocasión como Alfa Junior.
En materia deportiva, se han destacado el subcampeonato del año 2005 obtenido por el piloto Ariel Pacho en la divisional TRV6 y el campeonato obtenido por Federico Bathiche en la divisional Junior, siendo este último el primer campeonato de la historia de esa divisional. 

## Historia de Alfa Romeo en el mundo

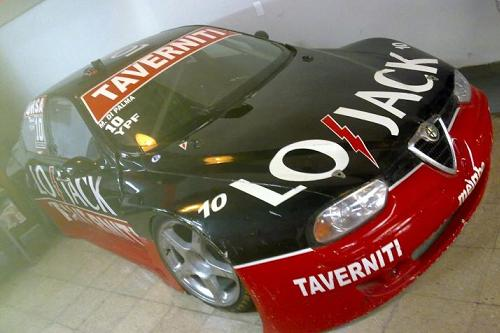
Unidad Alfa Romeo 156 de TRV6

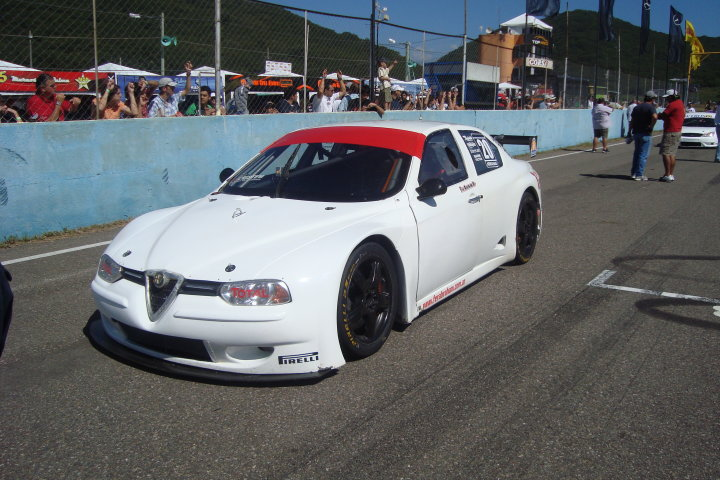
Unidad Alfa Romeo 156 de Top Race Series

Alfa Romeo es una marca italiana de automóviles con alto reconocimiento deportivo a nivel mundial. Sus éxitos en la Fórmula 1 hicieron que esta marca tuviera alta aceptación en diferentes categorías de nivel internacional. En Argentina, la marca fue utilizada para competencias de Sport Prototipo o también en el Turismo Nacional, donde llegó a obtener un título de la mano del piloto Ernesto Celestino Bessone.

### Historia en el TRV6
Esta marca italiana llegó al Top Race en las primeras épocas de la categoría, teniendo como primer modelo representativo el Alfa Romeo 155. Cabe destacar que tras la cancelación del Campeonato Sudamericano de Superturismos, varios competidores que concursaban con este modelo verían una inmejorable posibilidad de seguir corriendo con el mismo dentro del Top Race.
Tras la reformulación impulsada a partir den2004 de la mano del nuevo presidente de Top Race Alejandro Urtubey, Alfa Romeo volvería a tener participación consistente en el automovilismo argentino, gracias a la nueva temática de poner en pista siluetas de los modelos de alta gama de las marcas más representativas del mercado automotor argentino. Gracias a esta iniciativa, el modelo elegido para representar a la escudería milanesa fue el Alfa Romeo 156.
En su primera presentación, Alfa Romeo fue la marca elegida en su mayoría por pilotos que competían dentro del Turismo Carretera con unidades Torino Cherokee, destacándose el accionar del comodorense Ariel Pacho, quien se presentó compitiendo al comando de una unidad representada con los colores del Club Atlético Independiente. Tal apoyo fue factible gracias a una temática presentada inicialmente por Top Race de animar a los tradicionales equipos de fútbol a presentar equipos de autos dentro de esta categoría. Otros competidores que también hicieran su presentación al comando de unidades similares fueron Oscar Larrauri, Fabián Acuña, y Javier Azar entre otros. Las acciones del torneo mostrarían al Alfa Romeo de Pacho como su principal representante, sin embargo el piloto que representaba al Club Atlético Independiente en el automovilismo argentino, debió conformarse con el subcampeonato al no poder doblegar al eventual campeón Guillermo Ortelli, representante de Boca Juniors. A lo largo del campeonato, Pacho se alzó con dos triunfos totalizando 135.50 unidades.
En 2006, disminuiría considerablemente la cantidad de representantes de Alfa Romeo, pasando de 8 a 5 representantes, siendo nuevamente Ariel Pacho su mejor representante. A bordo de su Alfa TRV6 y siempre con el apoyo del Club Atlético Independiente, el chubutense alcanzaría tres veces el triunfo, pero apenas llegaría a terminar en la 9ª ubicación del torneo, con 124 unidades.
En 2007, nuevos pilotos se incorporarían al TRV6 compitiendo con unidades Alfa TRV6, totalizando seis representantes. Sorpresivamente, este número se incrementaría a 7, producto del inesperado pase de Marcos Di Palma a las huestes de la casa italiana. Disconforme con el rendimiento que poseían sus modelos de Chevrolet tanto en el Turismo Carretera, como en el TRV6, Di Palma había cambiado primeramente su Chevrolet Chevy por un Torino Cherokee. Por correspondencia, en el TRV6 también cambió pasándose a Alfa Romeo, la marca piloteada por la mayoría de los pilotos de Torino del TC. Al mismo tiempo, Mariano Altuna debutaría como compañero de equipo de Pacho a bordo de un Alfa, llevándose 2 triunfos. Sin embargo, ese año terminaría cambiando de marca al subirse a un Mercedes-Benz Clase C. Este año, Altuna sería el mejor representante de la marca, terminando en el 5º lugar con 209 unidades y dos triunfos.
Este año, también tuvo estreno la novel categoría Top Race Series, siendo puesto el Alfa Romeo 156 como opción de carrozado. Este mismo año, el piloto Federico Bathiche se terminaría llevando el título ganando en dos oportunidades y totalizando 119 puntos.
Sin embargo, para el año 2008, el Alfa Romeo 156 no tuvo lugar en el nuevo patrón de homologación del TRV6, quedando únicamente disponible como opción en el Top Race Series.

## Actualidad
Debido a la presentación de Fiat en el año 2011 dentro de la divisional Series, Alfa Romeo comenzó a perder terreno dentro de la estructura general del Top Race ante la marca de la cual es propiedad a nivel mundial. El lanzamiento en 2009 al mercado del modelo Fiat Linea, sumado a la suspensión de las importaciones de la marca de Milán a la Argentina, jugaron en contra de esta última, dentro de los considerandos de Fiat que en 2011 había presentado un equipo oficial dentro de la divisional Series. Al mismo tiempo, ya en 2008 la presencia de Alfa Romeo había sido restringida únicamente a la divisional Junior, tras la decisión de Top Race de retirar al Alfa Romeo 156 como modelo homologado para la divisional TRV6. Poco a poco, la marca comenzó a ser duramente relegada, hasta tener sus últimas participaciones en la divisional zonal Top Race NOA, creada en 2013 a expensas del Top Race Junior. Finalmente, la participación de Alfa Romeo dentro de Top Race terminó en el año 2014 luego de anunciarse la unificación del parque automotor de la divisional NOA, a la vez de fortalecerse la presencia de Fiat tanto en el Top Race Series, como posteriormente en el TRV6 con la presentación de su equipo oficial en 2017.

## Palmarés
| Título     | Categoría       | Piloto            | Automóvil      | Año  |
| ---------- | --------------- | ----------------- | -------------- | ---- |
| Subcampeón | Top Race V6     | Ariel Pacho       | Alfa Romeo 156 | 2005 |
| Campeón    | Top Race Junior | Federico Bathiche | Alfa Romeo 156 | 2007 |

## Pilotos ganadores con la marca en TRV6
- Ariel Pacho
- Mariano Altuna